# コムナンツァ
コムナンツァ（伊: Comunanza）は、イタリア共和国マルケ州アスコリ・ピチェーノ県にある、人口約2,900人の基礎自治体（コムーネ）。

## 地理

### 位置・広がり
アスコリ・ピチェーノ県のコムーネ。県都アスコリ・ピチェーノから北西へ17kmの距離にある。

#### 隣接コムーネ
隣接するコムーネは以下の通り。括弧内のFMはフェルモ県所属を示す。
- アマンドラ (FM)
- フォルチェ
- モンテファルコーネ・アッペンニーノ (FM)
- モンテフォルティーノ (FM)
- モンテガッロ
- モンテモーナコ
- パルミアーノ
- ロッカフルヴィオーネ

### 気候分類・地震分類
コムナンツァにおけるイタリアの気候分類 (it) および度日は、zona E, 2164 GGである。
また、イタリアの地震リスク階級 (it) では、zona 2 (sismicità media) に分類される。

## 行政

### 分離集落
コムナンツァには、以下の分離集落（フラツィオーネ）がある。
- Calvarese, Capotornano, Casa di Ciotto, Casa di Cola, Casale, Castelfiorito, Collechiaro, Cossinino da Capo, Cerisciolo, Contrada Passafiume, Contrada San Giovanni, Croce di Casale, Ficocchia, Gabbiano, Gerosa, Gesso, Illice, Lago, Lisciano, Nasuto, Palombara, Piane, Piantabete, Polica, Polverina, Pracchia, San Benedetto, Settecarpini, Tavernelle, Valentina, Vallecupa di Sopra, Vindola, Villa Pera